# ميلدغفيل (إلينوي)
ميلدغفيل (بالإنجليزية: Milledgeville)‏ هي منطقة سكنية تقع في الولايات المتحدة في إلينوي. يقدر عدد سكانها بـ 1,032 نسمة .

## الموقع الجغرافي
الموقع الجغرافي للمناطق المحيطة بهذه النقطة هو كالتالي: